# 보비 샨츠
로버트 클레이턴 샨츠(영어: Robert Clayton Shantz, 1925년 9월 26일~)는 미국의 전직 프로 야구 선수이다. 1949년부터 1964년까지 메이저 리그 베이스볼(MLB)에서 좌완 투수로 뛰었으며, 필라델피아 애슬레틱스 시절이던 1952년에 아메리칸 리그 MVP를 수상했다. 세 차례 올스타에 선정되었으며, 8년 연속 골드글러브를 수상했다. 1958년 월드 시리즈에서 뉴욕 양키스의 일원으로 우승을 경험했다. 필라델피아 애슬레틱스 출신 선수 중에서, 그리고 메이저 리그 MVP 수상자 중에서 가장 장수한 인물이기도 하다.
피츠버그 파이리츠, 휴스턴 콜트.45's, 세인트루이스 카디널스, 시카고 컵스, 필라델피아 필리스에서도 선수 생활을 했다. 선발투수로 프로 경력을 시작했으나, 커리어 중반을 넘어서는 구원 투수로 보직을 옮겼다. 1951년에는 자신의 투구 레퍼토리에 너클볼을 추가했다. 168cm의 상대적으로 불리한 신체 조건에도 불구하고, 통산 119승 99패, 3.38의 평균자책점을 기록했다.